# Acélszürke bocskorosgomba
Az acélszürke bocskorosgomba vagy hamvas szemétgomba (Volvariella caesiotincta) a csengettyűgomba-félék családjába tartozó, lombos erdők tuskóin, korhadt fatörzsein termő, nem ehető gombafaj.

## Megjelenése
Az acélszürke bocskorosgomba kalapjának átmérője 4–12 cm, alakja fiatalon tojásszerű, majd tompán púpos, végül ellaposodó. Felülete kezdetben nemezes, később a közepén aprón pikkelyes; a pereme felé sugarasan szálas. Színe kékesszürke, barnásszürke, néha olívás árnyalatú, a közepén sokszor szürke burokfolt látható. Húsa puha, vizenyős állagú; a színe a kalapbőr alatt szürkés, másutt fehéres. Íze fanyar, erős szaga a muskátliéra emlékeztet.
Szabadon álló, széles lemezei a tönknél felkanyarodnak. Színük kezdetben fehér, majd húsrózsásra váltanak. Spórapora rózsaszín-vöröses. Spórái elliptikusak vagy oválisak, 6,7 x 4,2 mikrométeresek.
Tönkje 4–10 cm magas és 0,5–1,5 cm vastag. Színe fehér, felülete hamvas, korpás. Tövében szürkés, szürkésbarnás, háromlebenyes, elálló bocskor található.

## Elterjedése és élőhelye
Európában és Észak-Afrikában (Marokkóban) honos. Széleskörűen elterjedt, de sehol sem gyakori. Magyarországon ritka. Üde, nyirkos erdőkben, lombos fák (bükk, tölgy, gyertyán) korhadó tuskóin, kidőlt törzsén él. Júliustól szeptemberig terem.
Nem ehető.